# Allactaga balikunica
Allactaga balikunica este o specie de rozătoare din familia Dipodidae. Viețuiește în zone aride din nord-vestul Chinei și în Mongolia. Se hrănește cu plante, rădăcini, semințe și lăcuste.

## Descriere
Allactaga balikunica este o specie de jerboa comun cu cinci degete care poate ajunge la o lungime a corpului (împreună cu capul) de circa 115 până la 132 mm cu o coadă de aproximativ 165–190 mm. Partea dorsală a acesteia este gălbuie, cenușie și maronie, deoarece fiecare fir de păr de pe spate are o bază gri, un mijloc galben și un capăt maro. Crupa are o culoare mai închisă iar coastele au una mai deschisă. Abdomenul, membrele anterioare și partea interioară a membrelor posterioare sunt albe. Coada este subțire și are în vârful său un smoc de fire de păr negricioase. Această specie are un aspect similar cu specia Allactaga bullata, care a fost considerată cândva o subspecie, dar dunga de pe șolduri a acestei specii este puțin mai roșcată.

## Răspândire și habitat
Specia Allactaga balikunica este endemică regiunii Balikunn din provincia Xinjiang a Chinei, dar habitatul său se extinde și în Mongolia, unde se găsește în părțile de est ale Deșertului Gobi. Habitatul său prezintă zone nisipoase și stâncoase cu vegetație rară.

## Comportament
Allactaga balikunica este o specie nocturnă și solitară care trăiește în vizuină. Este o specie activă și un bun săritor, hrănindu-se cu materiale vegetale precum lăstarii, rădăcinile și semințele de iarbă, dar și cu insecte mici. Modul de reproducere este puțin cunoscut, dar se crede că femela are două gestații pe an, de fiecare dată născând de la 1 la 3 pui.

## Stare ecologică
Specia Allactaga balikunica are un habitat larg și se presupune că are o populație numeroasă. Nu au fost identificate amenințări deosebite pentru specie și arealul său include câteva arii protejate, așa că Uniunea Internațională pentru Conservarea Naturii a evaluat starea sa de conservare ca fiind neamenințată cu dispariția.